# Медельгабель
Медельгабель — це 2645 метрова гора, складена з основного доломіту в Альгейських Альпах поблизу Оберстдорфа. Це одна з найвідоміших високих вершин у німецьких Альпах, на яку найчастіше сходили, а в Альгейських Альпах це четверта за висотою вершина зі скелями заввишки до 400 метрів. Разом із Треттахшпітце та Гохфроттшпітце вона утворює знаменитий тріумвірат вершин на головному хребті Альгей. Його назва походить від Mähder — скошеного гірського пасовища в околицях — і gabel від зовнішнього вигляду тріумвірату на півночі, який нагадує розвилку (нім. Gabel). Спочатку Медельгабель була назвою для всіх трьох піків тріумвірату; лише пізніше їх відрізнили один від одного за назвою.
По гірському хребту проходить кордон між Баварією та Австрією. На його південно-східних схилах розташований Шварцмільцфернер, невеликий льодовик.
Надзвичайно популярна Гайльброннська дорога (Heilbronner Weg) проходить повз вершину, під нею та на південь.

## Підйом
До Медельгабелю можна швидко дістатися з Гайльброннської дороги. Маршрут відгалужується від Гайльброннської дороги на хребті прямо над льодовиком Schwarmilzferner і слідує за маркованою стежкою, досягаючи вершини приблизно за 30 хвилин. Це включає в себе піУйом UIAA класу I, який не є складним, оскільки він не дуже відкритий, і рух по твердій скелі є твердим. В результаті гора приймає багато відвідувачів. Бази, які можна використовувати для підйому, сановлять Waltenberger Haus (2,5 години до вершини), Kemptner Hut (2,75 години) і Rappensee Hut (5 годин). Медельгабель — популярний весняний лижний тур, який починається з долини Лех і за потреби ночує в хаті Кемптнер. Ймовірно, вперше на гору піднялися під час оглядових робіт у 1818/19 рр., які завершила прикордонна комісія в 1835 р. Її точно було підкорено в 1852 році Отто Сендтнером під час сьогоднішнього звичайного сходження.

## Галерея

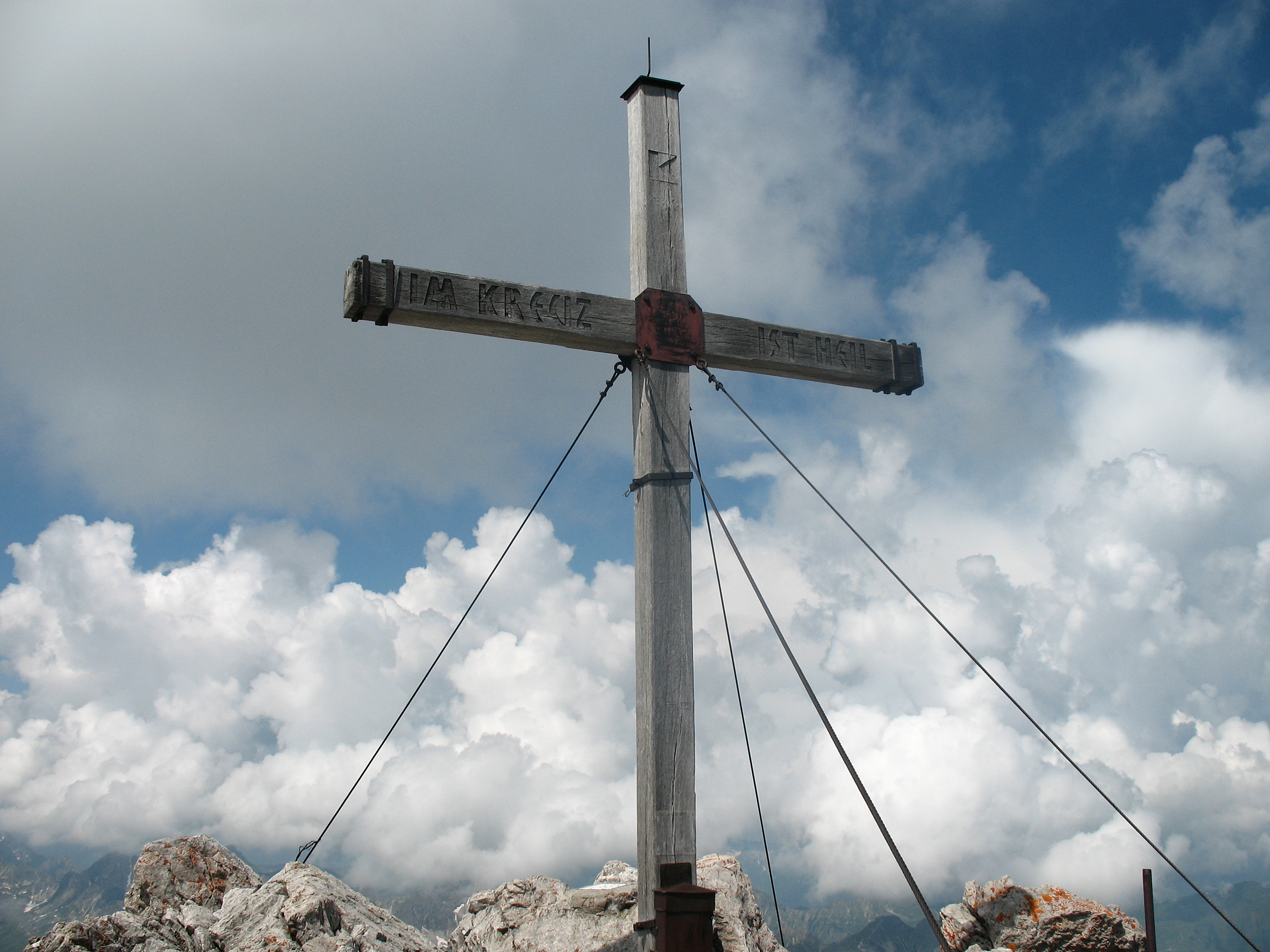
Вершинський хрест
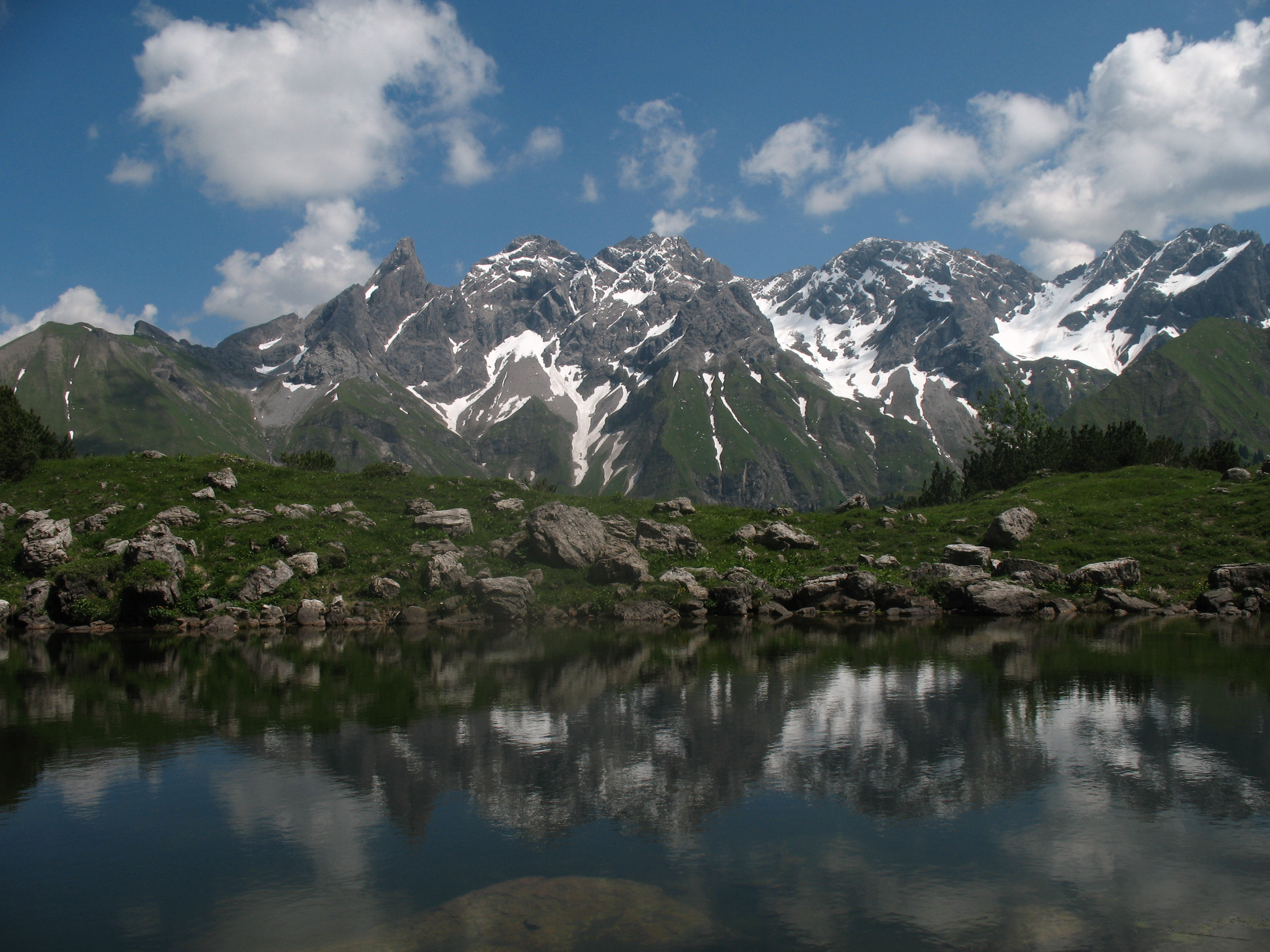
Група Медельгабель від Гугерзее на північний захід
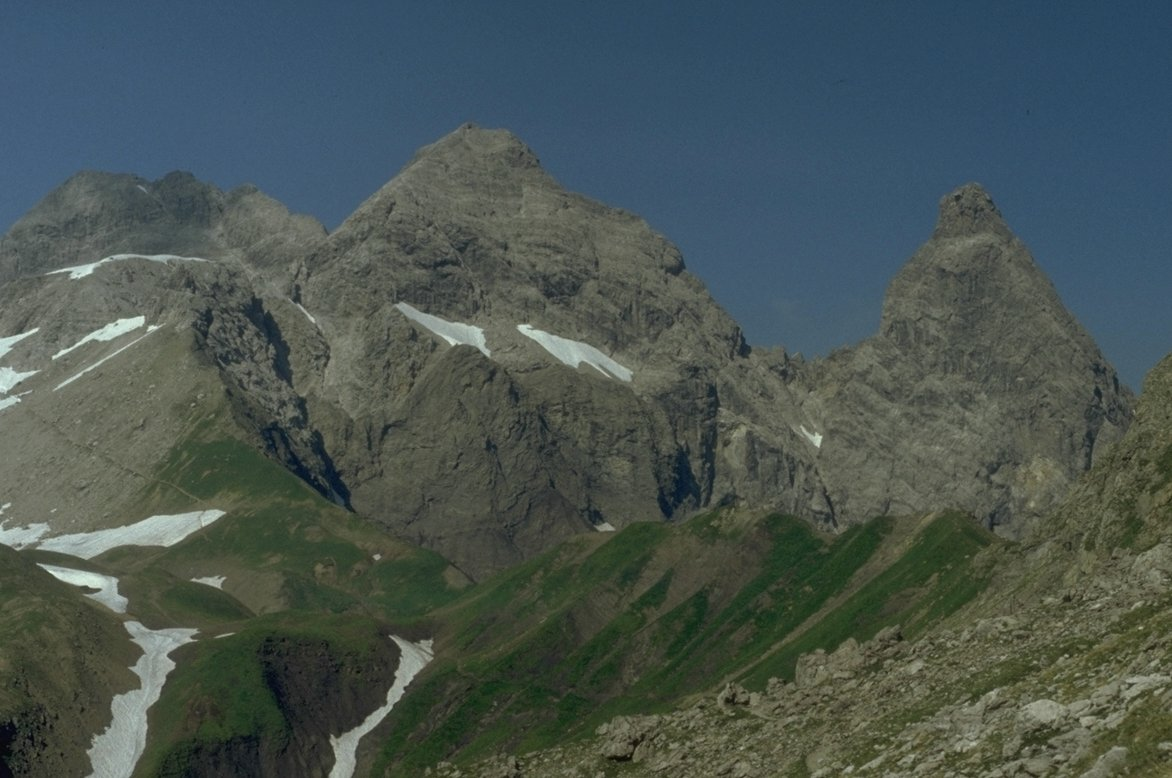
Медельгабель (ліворуч) і Третташпітце (праворуч) зі сходу
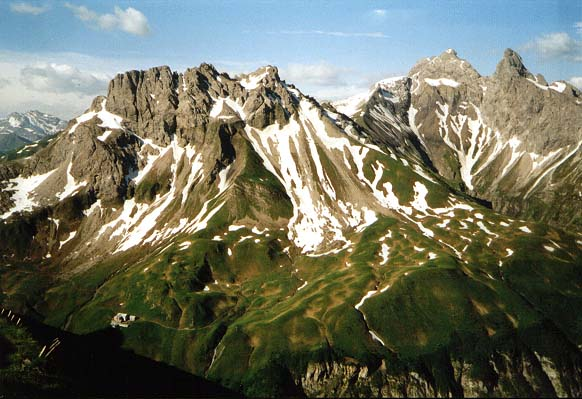
Вид на Медельгабель (2-й пік праворуч). Ліворуч: Кратцер і ліворуч перед ним, Kemptner Hut